# Lethe anatha
Lethe anatha är en fjärilsart som beskrevs av Hans Fruhstorfer 1911. Lethe anatha ingår i släktet Lethe och familjen praktfjärilar. Inga underarter finns listade i Catalogue of Life.